# NGC 2960
NGC 2960 ist eine Spiralgalaxie mit aktivem Galaxienkern vom Hubble-Typ Sa im Sternbild Wasserschlange südlich des Himmelsäquators. Sie ist schätzungsweise 215 Millionen Lichtjahre von der Milchstraße entfernt und hat einen Durchmesser von etwa 90.000 Lj.

Im selben Himmelsareal befindet sich u. a. die Galaxie IC 549. 
Das Objekt wurde am 4. März 1826 von dem Astronom John Herschel entdeckt.